# 格拉比夫卡 (日托米爾區)
50°11′22″N 29°2′54″E / 50.18944°N 29.04833°E
格拉比夫卡（烏克蘭語：Грабівка），是烏克蘭北部的村莊，隸屬日托米爾州的日托米爾區。該村面積4.61平方公里，海拔高度184米，2001年人口21，人口密度每平方公里4.56人。